# Les Auxons
Les Auxons es una comuna nueva francesa situada en el departamento de Doubs, de la región de Borgoña-Franco Condado.

## Historia
Fue creada el 1 de enero de 2015, en aplicación de una resolución del prefecto de Doubs de 29 de septiembre de 2014 con la unión de las comunas de Auxon-Dessous y Auxon-Dessus, pasando a estar el ayuntamiento en la antigua comuna de Auxon-Dessus.

## Demografía
| Gráfica de evolución demográfica de Les Auxons entre 1800 y 2013 |
|                                                                  |

Los datos entre 1800 y 2013 son el resultado de sumar los parciales de las dos comunas que forman la nueva comuna de Les Auxons, cuyos datos se han cogido de 1800 a 1999, para las comunas de Auxon-Dessous y Auxon-Dessus de la página francesa EHESS/Cassini. Los demás datos se han cogido de la página del INSEE.

## Composición
| Comuna delegada | Código INSEE | Población (2012) | Superficie (km²) | Densidad (hab./km²) |
| --------------- | ------------ | ---------------- | ---------------- | ------------------- |
| Auxon-Dessous   | 25034        | 1337             | 6.28             | 213                 |
| Auxon-Dessus    | 25035        | 1171             | 3.88             | 302                 |